# Mokřiny (Aš)
Mokřiny (deutsch Nassengrub) ist ein Ortsteil der Stadt Aš in Tschechien.

## Geographie

### Geographische Lage
Mokřiny befindet sich drei Kilometer südöstlich des Stadtzentrums von Aš am südlichen Fuße des Skřivánčí vrch (Lerchenberg, 736 m).

### Nachbargemeinden
Nachbarorte sind Vernéřov und Dolní Paseky im Nordosten, auf sächsischer Seite, Hohendorf und Sorge im Osten, wieder auf tschechischer Seite Nebesa im Südosten, Nový Žďár im Süden, und, auf bayerischer Seite, Mühlbach und Neuenbrand im Südwesten, Wildenau und Lauterbach im Westen sowie, wieder auf tschechischer Seite, Aš, in welches Mokřiny eingemeindet ist, im Nordwesten.

## Geschichte
Der Ort wurde 1413 erstmals urkundlich erwähnt, als ihn die Familie von Neuberg der Familie von Zedtwitz verkaufte.
Nach der Schlacht bei Himmelreich am 8. Mai 1759 im Siebenjährigen Krieg wurden in Nassengrub Soldatengräber ausgehoben, die nach dem Winter des nächsten Jahres eine Epidemie auslösten.
Nach der Aufhebung der Patrimonialherrschaften bildete Nassengrub ab 1850 einen Ortsteil der Gemeinde Wernersreuth im Gerichtsbezirk Asch bzw. Bezirk Asch. Am 22. März 1874 löste sich Nassengrub los und wurde eine eigene Gemeinde. Danach profitierte die Gemeinde vom industriellen Aufschwung der Stadt Asch und wandelte sich zu einem Vorort von Asch.
1939 zählte Nassengrub 1816 Einwohner. Zwischen 1938 und 1945 war die Gemeinde Teil des Landkreises Asch. 1948 erfolgte die Eingemeindung von Neuenbrand und im selben Jahre die Umbenennung in Mokřiny. Nach der Aufhebung des Okres Aš kam die Gemeinde Ende 1960 zum Okres Cheb. Mit Beginn des Jahres 1976 wurde Mokřiny nach Aš eingemeindet. Beim Zensus von 2001 wurden 155 Wohnhäuser und 530 Einwohner gezählt.

### Einwohnerentwicklung
| Jahr | Einwohnerzahl |
| ---- | ------------- |
| 1869 | 393           |
| 1880 | 387           |
| 1890 | 402           |
| 1900 | 783           |
| 1910 | 1287          |

| Jahr | Einwohnerzahl |
| ---- | ------------- |
| 1921 | 1142          |
| 1930 | 1726          |
| 1950 | 676           |
| 1961 | 707           |
| 1970 | 624           |

| Jahr | Einwohnerzahl |
| ---- | ------------- |
| 1980 | 541           |
| 1991 | 479           |
| 2001 | 530           |
| 2011 | 557           |

## Kultur und Sehenswürdigkeiten

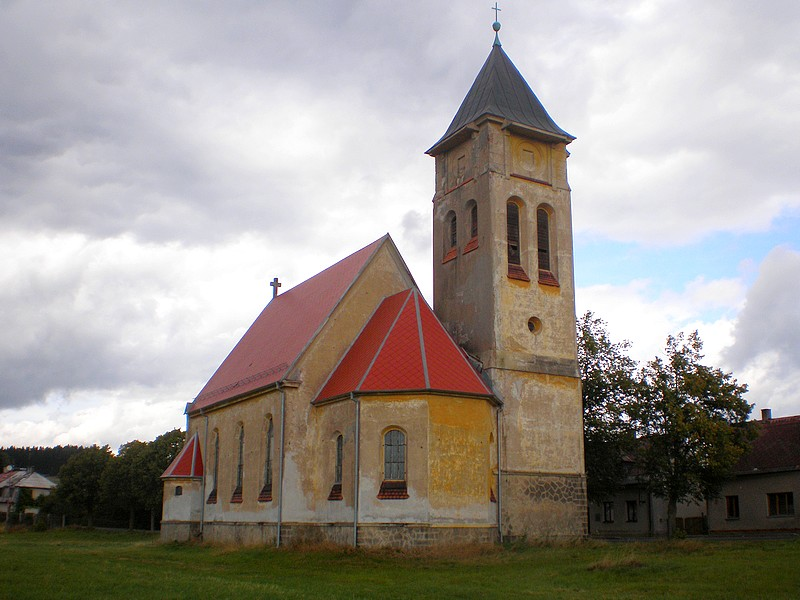
Katholische Karl-Borromäus-Kirche

- Evangelische Kirche, erbaut 1913–1914 als Kaiser-Franz-Josef-Jubiläumskirche nach Plänen des Architekten Otto Bartning, seit der Zerstörung der Dreifaltigkeitskirche in Aš durch einen Brand im Jahre 1960 dient sie als evangelische Stadtkirche
- Katholische Karl-Borromäus-Kirche, errichtet 1912 vom Warnsdorfer Baumeister Anton Möller (1864–1927) im Sezessionsstil
- Denkmal für die Gefallenen des Ersten Weltkrieges vor der evangelischen Kirche, errichtet 1924

## Persönlichkeiten
- Karl Fritzsch (1903–1945), SS-Hauptsturmführer und Schutzhaftlagerführer im KZ Auschwitz I (Stammlager)